# محطة بالمر
محطة بالمر (بالإنجليزية:Palmer Station) محطة أبحاث تتبع للولايات المتحدة الأمريكية تقع على جزيرة أنفرس في القطب الجنوبي مقابل شبه جزيرة أنتاركتيكا وهي المحطة الوحيدة للولايات المتحدة الأمريكية في شمال الدائرة القطبية الجنوبية . تم الانتهاء من البناء الأولي للمحطة في عام 1968. ويشرف على تشغيلها برنامج أنتاركتيكا الولايات المتحدة  (USAP) التابع للمؤسسة الوطنية للعلوم.

## وصف المحطة وعملها
تتكون المحطة المبنية على الصخور الصلبة من مبنيين رئيسيين وثلاثة مبانٍ صغيرة ، بالإضافة إلى خزانين كبيرين للوقود ، ومنصة لهبوط مروحية ومختبرات علمية ورصيف للسفن. وقد بنيت المحطة كي تحل محل مبنى المحطة القديم المصنوع من الخشب الذي أنشئ في عام 1965. ولاحقا تم تفكيك محطة بالمر القديمة وإزالتها من القارة القطبية الجنوبية.
سميت المحطة على اسم ناثانييل ب. بالمر ، المعروف بأنه أول أمريكي يرى قارة أنتاركتيكا. يبلغ الحد الأقصى لسعة المحطة من الأفراد حوالي 46 شخصا. لكنها عادة ما تحتوي على 40 شخصًا. تعمل محطة بالمر على مدار السنة.وقد ينخفض عدد الأفراد العاملين فيها إلى 15-20 شخصًا أثناء فترة الصيانة الشتوية بعد انتهاء موسم البحث الصيفي.
تم أختيار موقع المحطة في مكان ممتاز للدراسات البيولوجية المتعلقة بالطيور وحيوان الفقمة والمكونات الأخرى للنظام البيئي البحري. تحتوي المحطة على مختبر كبير مجهز على نطاق واسع وحوض للسمك. وفي عام 1990 ، تم أختيار المحطة من قبل المؤسسة الوطنية للعلوم كموقع للأبحاث البيئية على المدى الطويل.
تقوم المحطة بإجراء الأبحاث والدراسات على نظم المحيطات والمناخ ، وعلم المناخ والفيزياء الفلكية ، وعلم الجليد ، والكائنات الحية والنظم البيئية وتعمل المحطة بالتزامن مع سفينة الأبحاث "R / V Laurence M.Gould" .

## المناخ
يصنف مناخ محطة بالمر بحسب تصنيف كوبن أنه مناخ التندرا . الشتاء بارد بشكل عام ودرجات الحرارة تصل إلى ما دون الصفر ، في حين أن الصيف بارد وترتفع فيه درجات الحرارة بالتدريج إلى أعلى من درجة التجمد. يبلغ متوسط درجة الحرارة في السنة في محطة بالمر 28.8 درجة فهرنهايت (-1.8 درجة مئوية). أكثر الأشهر حرارة في المتوسط هو كانون الثاني / يناير، بينما شهر آب / أغسطس هو أكثر الأشهر برودة.
| البيانات المناخية لـمحطة بالمر    | البيانات المناخية لـمحطة بالمر | البيانات المناخية لـمحطة بالمر | البيانات المناخية لـمحطة بالمر | البيانات المناخية لـمحطة بالمر | البيانات المناخية لـمحطة بالمر | البيانات المناخية لـمحطة بالمر | البيانات المناخية لـمحطة بالمر | البيانات المناخية لـمحطة بالمر | البيانات المناخية لـمحطة بالمر | البيانات المناخية لـمحطة بالمر | البيانات المناخية لـمحطة بالمر | البيانات المناخية لـمحطة بالمر | البيانات المناخية لـمحطة بالمر |
| الشهر                             | يناير                          | فبراير                         | مارس                           | أبريل                          | مايو                           | يونيو                          | يوليو                          | أغسطس                          | سبتمبر                         | أكتوبر                         | نوفمبر                         | ديسمبر                         | المعدل السنوي                  |
| --------------------------------- | ------------------------------ | ------------------------------ | ------------------------------ | ------------------------------ | ------------------------------ | ------------------------------ | ------------------------------ | ------------------------------ | ------------------------------ | ------------------------------ | ------------------------------ | ------------------------------ | ------------------------------ |
| الدرجة القصوى °ف (°م)             | 58.6 (14.8)                    | 54.8 (12.7)                    | 51.0 (10.6)                    | 46.7 (8.2)                     | 45.3 (7.4)                     | 42.1 (5.6)                     | 38.5 (3.6)                     | 37.9 (3.3)                     | 39.9 (4.4)                     | 43.7 (6.5)                     | 49.8 (9.9)                     | 52.3 (11.3)                    | 58.6 (14.8)                    |
| متوسط درجة الحرارة الكبرى °ف (°م) | 40.4 (4.7)                     | 39.2 (4.0)                     | 37.6 (3.1)                     | 33.4 (0.8)                     | 32.1 (0.1)                     | 28.0 (−2.2)                    | 26.3 (−3.2)                    | 24.8 (−4.0)                    | 28.6 (−1.9)                    | 33.1 (0.6)                     | 36.4 (2.4)                     | 38.3 (3.5)                     | 33.2 (0.7)                     |
| المتوسط اليومي °ف (°م)            | 36.9 (2.7)                     | 35.4 (1.9)                     | 33.8 (1.0)                     | 30.4 (−0.9)                    | 28.3 (−2.1)                    | 24.1 (−4.4)                    | 21.1 (−6.1)                    | 19.6 (−6.9)                    | 22.1 (−5.5)                    | 27.5 (−2.5)                    | 31.6 (−0.2)                    | 34.3 (1.3)                     | 28.8 (−1.8)                    |
| متوسط درجة الحرارة الصغرى °ف (°م) | 33.3 (0.7)                     | 31.7 (−0.2)                    | 30.0 (−1.1)                    | 27.4 (−2.6)                    | 24.5 (−4.2)                    | 20.2 (−6.6)                    | 15.8 (−9.0)                    | 14.3 (−9.8)                    | 15.6 (−9.1)                    | 21.9 (−5.6)                    | 26.7 (−2.9)                    | 30.3 (−0.9)                    | 24.3 (−4.3)                    |
| أدنى درجة حرارة °ف (°م)           | 5.4 (−14.8)                    | 4.2 (−15.4)                    | −3.5 (−19.7)                   | −11.0 (−23.9)                  | −23.2 (−30.7)                  | −31.8 (−35.4)                  | −41.5 (−40.8)                  | −33.5 (−36.4)                  | −28.9 (−33.8)                  | −10.1 (−23.4)                  | −6.9 (−21.6)                   | −1.1 (−18.4)                   | −41.5 (−40.8)                  |
| الهطول إنش (مم)                   | 2.16 (55)                      | 2.26 (57)                      | 2.76 (70)                      | 2.84 (72)                      | 2.47 (63)                      | 1.83 (46)                      | 1.65 (42)                      | 1.82 (46)                      | 2.09 (53)                      | 2.58 (66)                      | 1.89 (48)                      | 1.55 (39)                      | 25.90 (658)                    |
| متوسط الرطوبة النسبية (%)         | 80.0                           | 81.8                           | 82.3                           | 79.9                           | 82.4                           | 81.4                           | 84.3                           | 83.9                           | 84.6                           | 82.2                           | 78.9                           | 79.3                           | 81.7                           |
| المصدر:                           |                                |                                |                                |                                |                                |                                |                                |                                |                                |                                |                                |                                |                                |

## معرض صور

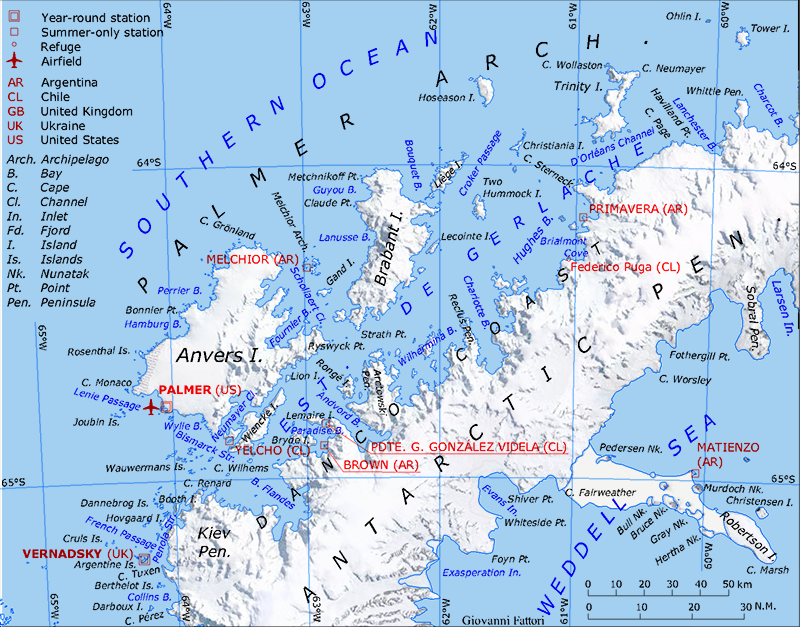
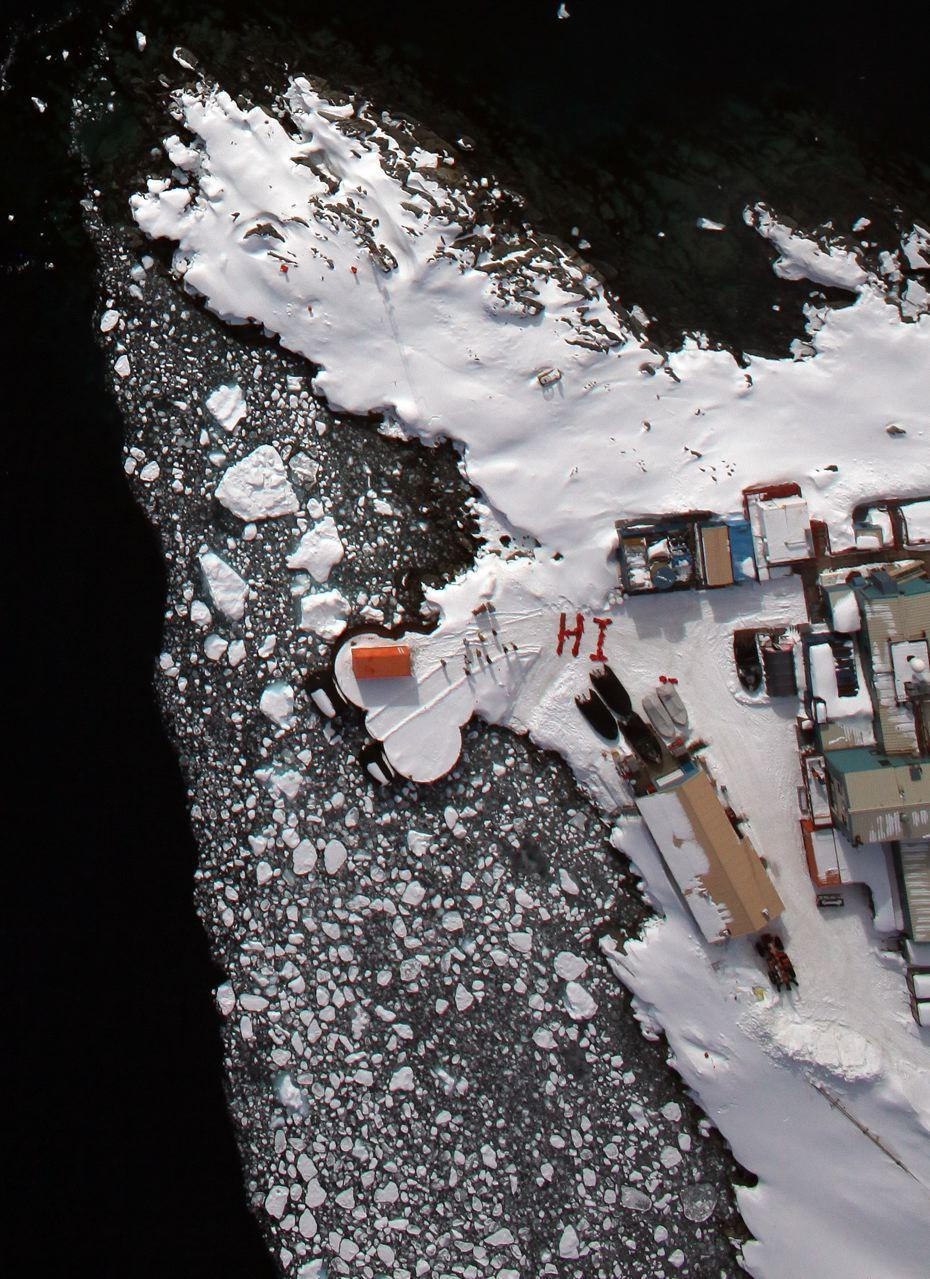
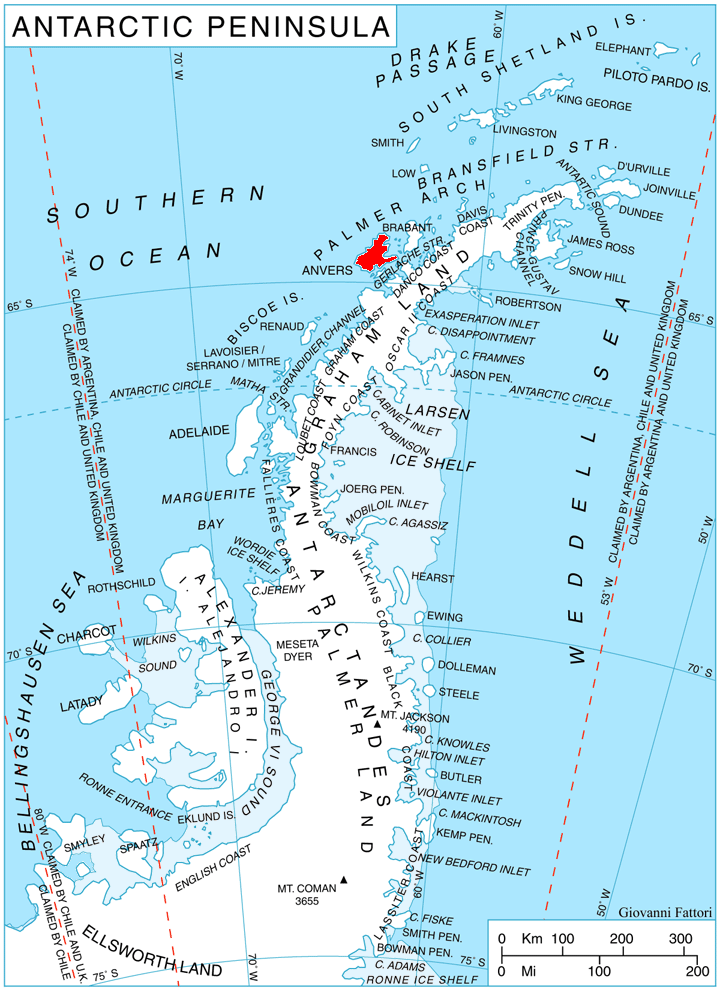
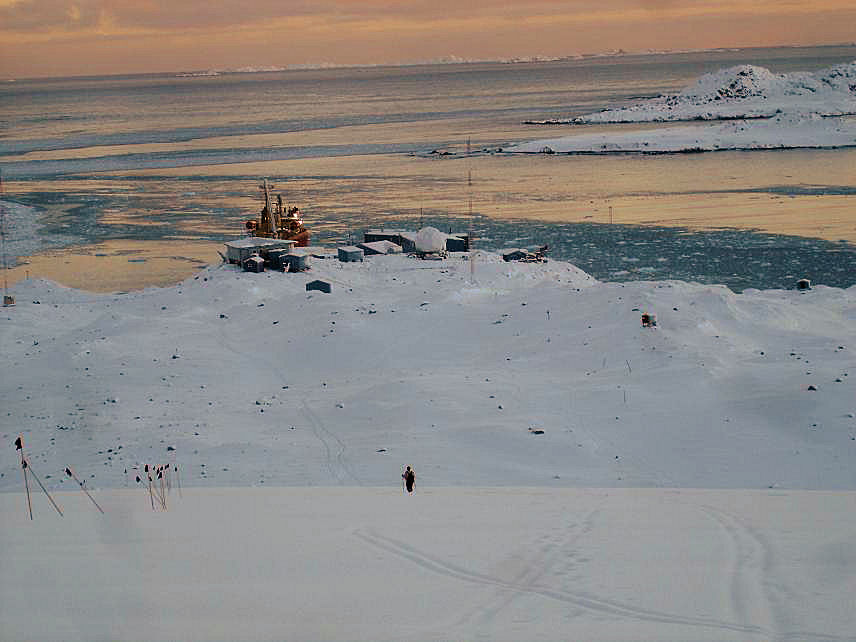